# Virginia Slims of Arizona 1991
Il Virginia Slims of Arizona 1991 è stato un torneo di tennis giocato sul cemento. È stata la 16ª edizione del torneo, che fa parte della categoria Tier IV nell'ambito del WTA Tour 1991. Si è giocato a Phoenix negli USA, 28 ottobre al 3 novembre 1991.

## Campionesse

### Singolare
Sabine Appelmans ha battuto in finale  Chanda Rubin con il punteggio di 7–5, 6–1

### Doppio
Peanut Louie-Harper /  Cammy MacGregor hanno battuto in finale  Sandy Collins /  Elna Reinach con il punteggio di 7–5, 3–6, 6–3